# Routes
『Routes -ルーツ-』は、Leaf制作のアダルトゲーム。リーフ・ビジュアルノベルシリーズ(LVNS)の第4弾として、3作目の『To Heart』から6年を経た2003年に発売された。2003年2月28日に先行してCD-ROM版が、同年11月28日には新規CGを追加したDVD-ROM版が発売されている。
また、アクアプラスよりPlayStation PortableおよびPlayStation 2でキャラクターボイスなどを追加した移植版が2007年1月25日に発売された。

## あらすじ
舞台は21世紀の日本。「エージェント」と呼ばれる情報収集稼業の者達が影で活躍し、それがある程度一般にも認知されている社会。
主人公・宗一は普段はごく普通の学生だが、トップクラスのエージェント「NASTY BOY」としての裏の顔を持っていた。そんな彼が熊野灘で多発する大型船舶消失事件の調査に関わったことから物語は始まる。
本格スパイ・アクション物を思わせる設定だが、一部シナリオを除いて全体的にストーリーは往年の熱血少年漫画風のノリで展開する。また、登場人物の会話はアメリカ映画的なユーモアに富んだジョークを交えたものが多いのも特徴である。

## シナリオ構成
シナリオは大きく二つに分けられ、そこからそれぞれのヒロインのシナリオに分岐する。一周目のシナリオでは大型船舶消失事件を軸に展開される戦いを描き、皐月、ゆかり、リサのシナリオに分岐する。二周目は一転してアクション要素が薄れ、七海か夕菜を中心に、主人公である宗一の過去や内面に関わる物語となる。三周目以降はシナリオを任意で選択できるようになる。PS2・PSP版では追加キャラクターの文月のシナリオもプレイ可能。こちらは前述のシナリオのどちらとも言えない独立した内容である。
全ヒロインのシナリオを完結させると、それぞれのシナリオを総括するTrueENDルート「Routes」編がプレイ可能となる。このシナリオを以って他シナリオでは未解決のままだった謎や伏線が明かされ、ゲーム開始時より続いていた事件がようやく解決する。物語はここで一旦の大団円を迎えるが、まだ終わりではない。

### Roots編
本作の真の最終シナリオ。Routes編クリア後、そのまま連続する形で始まる。
このシナリオはそれまでの現実的なスパイ・アクション風の作風から一変し、神話や伝承を盛り込んだ内容となっている。それに伴い、各シーン間に表示されるタイトルロゴもそれまでの「Routes」から、デザインの全く異なる「Roots」に変化する。
序盤は通常通り宗一を主人公とし、中盤には宗一の家系の祖先に当たる那須大八郎を主人公に据えた過去の物語が展開される。終盤は再び宗一の視点に戻り、真の最終決戦に突入する。世界の秘密、本人も知らなかった宗一の正体、敵の本当の目的などの真実が明かされ、物語は本当の完結を迎える事となる。
尚、中盤の大八郎編は宮崎県椎葉村に伝わる『鶴富姫伝説』をモチーフとしている。那須大八郎（宗久）も鶴富姫伝説に登場する架空の人物である。
Roots編突入後はタイトル画面から本編とRoots編のどちらをプレイするかが選択可能。
PC版のみ、Roots編クリア後にメタ的なシナリオ「る～ちゅ」編がプレイ可能。PS2、PSP版は追加ミニシナリオがプレイ可能になる。

## 登場人物

### 主要人物
那須 宗一（なす そういち）
声：間島淳司（幼少時代：三宅華也）
本作の主人公。日常をかったるげに過ごすごく普通の学生だが、世界一の凄腕エージェントとしての顔を持つ少年。エージェントであることは周囲の人間には秘密にしている。大型船舶消失事件の調査をきっかけに、巨大な陰謀に関わっていくことになる。大金持ちだが、軽食ショップ「バーガー・クイーン」では60円のバーガーと120円のオレンジジュースで数時間居座るというケチ臭さと、軍隊に攻め込まれても大丈夫なマンションを数億で建設するなど、表と裏の姿をきっちり使い分けている。情報収集・整理の担当員「ナビ」であるエディとコンビを組んで世界ランク1位のエージェント「Nasty Boy（無茶苦茶小僧、宗一の苗字である那須と英語のNastyをかけている）」と呼ばれている。宗一の専門分野は実地潜入や戦闘で、「周囲の情報を常人には理解できない精度で把握して処理する」と呼ばれるほどの驚異的な戦闘力を誇る。また、ある組織によって生体的な改造を施されており、毒物が効きにくいなどの体質になっている。ゲームでは格好付けな性格に描かれるが、選択するストーリーによっては、ただの変態、ただの馬鹿であるように化けの皮がはがれ始める。鎌倉時代の武将那須与一の那須家直系の子孫という設定。同時に世界そのものに関わる秘密があり、Roots編においてその正体が明かされる。
湯浅 皐月（ゆあさ さつき）
声：釘宮理恵
誕生日：5月5日
宗一の同級生。黙っていればスレンダーな美少女なのに、口が非常に悪い。勉強は苦手だが、料理の腕前は抜群。三重県熊野出身だが、あるものを探すため都会へ出てきてひとり暮らしをしている。実家は神社。防犯セキュリティーを掻い潜るのが得意で、その腕はプロをも唸らすほど。
伏見 ゆかり（ふしみ ゆかり）
声：おみむらまゆこ
誕生日：4月25日
宗一と皐月の共通の親友で、喧嘩ばかりのふたりのクッション役。ちょっぴり天然のがんばり屋で、優しい女の子。常人とは味覚がずれているところがあるが、天才的なハッカー（クラッカーではない）という一面を持つ。京都出身で在日米軍基地に勤務する父親の都合によりこの街に引っ越してきている。
リサ＝ヴィクセン
声：伊藤静
誕生日：11月13日 / スリーサイズ：B94・W58・H92
金髪碧眼、スタイル抜群の謎の美女。宗一より年上で、作中登場する彼女に関する調査書で「16年前に7歳」とある。ロシア系アメリカ人のエージェント。両親は既に亡くなっている。
「リサ＝ヴィクセン」はコードネームで、別名「地獄の雌狐」。本名は「マリア・アルフェロフ」で、愛称は「マーシャ」。
立田 七海（たつた ななみ）
声：又吉愛
誕生日：7月6日
宗一が和田透の事を調べる目的で接触した少女。両親を亡くし、場末の酒場「フラ・ダ・リ」で働かされている。不幸な境遇だがいつも元気な女の子。背が低いことがコンプレックス。のちに宗一に酒場から連れ出され、彼のマンションの管理人となる。
苗字の由来は立田腹の女房。
梶原 夕菜（かじわら ゆうな）
声：佐藤利奈
誕生日：9月18日
幼い頃に宗一が暮らしていた家において、宗一の姉のような存在だった女性。郊外でひとり暮らしをしている。あどけなさを残した家庭的な女性で、草花やかわいいものが大好きな少女のような一面をもつ。大学院生。
苗字の由来は鎌倉幕府の御家人・梶原氏。
湯浅 文月（ゆあさ ふみつき）
声：松岡由貴
誕生日：7月7日
PS2版およびPSP版の新キャラクター。皐月の妹。礼儀正しく、天真爛漫な性格をしており、宗一にもすぐ懐く。PC版では手紙でしか登場しなかった為、PS2版およびPSP版でも彼女のルート以外のシナリオには一切姿を見せない。姉同様のサバイバル能力を駆使して、宗一達の通う高校に潜入する。

### その他の人物
エディ
声：原沢勝広
宗一のナビゲーター（エージェントのサポート役）を務める陽気な黒人男性。ナビの腕は超がつくほど一流である。ベトナム戦争終戦時3歳と作中にある。アメリカのロサンゼルス出身。
長瀬 源次郎（ながせ げんじろう）
声：ふくまつ進紗
国立日本文化博物館館長。茶目っ気たっぷりの好々爺だが、美術品専門エージェントという裏の顔を持ち、裏美術オークションを主催している。Leaf作品ではおなじみの長瀬一族の一人。
福原 庄蔵（ふくはら しょうぞう）
声：加藤将之
宗一がオーナーとして所有するマンションの住人であり、「住民の尊厳と自治を守る会」の会長で、宗一とは何かと対立している。偏屈な老人だが七海には甘い一面を見せる。作中本人が語った所では、昔は誰もが知ってる有名企業の会長で、エージェントを使役する立場で、宗一がエージェントであることも見抜いている。
和田 透（わだ とおる）
声：白熊寛嗣
1年前、何者かに殺害された資源調査に関するエージェント。享年45。作中では既に亡くなっており、自身が最後に残したファイルを宗一が見るという形式でストーリーが進む。
篁（たかむら）
声：船木真人
一代で巨大財閥を築き上げた老人。強いカリスマ性を持つ。
醍醐 五郎（だいご ごろう）
声：高橋研二
「狂犬醍醐」と呼ばれる世界屈指の傭兵で、篁の私兵隊の隊長。宗一には何度も苦汁を嘗めさせられており、目の敵にしている。下の名前は本編では明らかにならないが、ドラマCDにて判明した。
ミルト
声：石塚さより
宗一の愛車。ドイツのクルップ社製スーパーカー・クルップ901Rs2。人工知能搭載で会話や自動走行などができる。恋するお年頃の女の子で宗一に惚れている。
高井 鈴美（たかい すずみ）
声：富坂晶
日本有数の宝石エージェント。普段は高級時計店で店員をしている。
伊藤 正義（いとう まさよし）
声：近藤孝行
宗一の同級生。ひょうきんでお調子者。宗一とは互いに「いとっぷ」「なすびん」と呼び合う仲。皐月に思いを寄せているが皐月からは男性としては相手にされていない。
笹原 のぞみ（ささはら のぞみ）
宗一の同級生。ゆかりとは仲が良い。家が金持ちの上にスタイル抜群の美少女だが、負けず嫌いで嫌味な性格が敬遠されて恋人はいない。皐月からは苦手がられている。
大田原 光輝（おおたはら みつき）
夕菜の大学院の先輩。博士課程に在籍している。夕菜に想いを寄せている。
五月雨堂店主
声：不明
宗一とも懇意の骨董店の店主。ハンサムで親切。同じLeafの作品『まじかる☆アンティーク』にも同名の骨董店が登場するが、関連性は不明。

### Roots編の人物
那須 大八郎（なすの だいはちろう）
声：最上嗣生
Roots編の主人公。与一の義弟。平家の残党狩りの命を受けて九州へ赴く。Roots編の中盤は彼の視点で物語が進行する。
さくや
声：清水愛
平家の血を引くニルヤの里の里長。清らかな心を持つ美少女。集落では薬師として活躍している。
名前の由来は日本神話に登場する山の神の娘・木花之開耶姫
悪七兵衛 景清（あくしちびょうえ かげきよ）
声：川村拓央
かつての平家の侍大将。さくやからは塩売りの七郎さんと呼ばれている。
那須 小二郎（なすの こじろう）
声：米澤円
那須家嫡流の少年。二郎ともいう。大八郎を「あにさま」と呼んで慕う。心優しく気弱な性格で、泣き虫。
源 頼朝（みなもとの よりとも）
声：船木真人
鎌倉幕府創設者。大八郎に平家残党狩りと草薙の剣の探索を命じる。

## 用語
エージェント
国家に限らずあらゆる「情報を求める者」から依頼を受け、情報によって利益を生み、莫大な報酬とささやかな名声を得る事を生業とした者達のこと。冷戦終結後、職と居場所を失ったスパイ達が新たな活路を模索したことが始まりとされる。情報が価値を生む現代において無くてはならない存在であり、犯罪・事件・流行・金融・株価・テロ・戦争など、世界に多くの情報が錯綜する事態が起こった場合、歴史の影に大勢のエージェントたちが入り乱れ、闘争を繰り返し、消えていく事になる。
理会者
地球に一切の生命が存在しなかったころ、生命の種をまき、人類をその「環境」の統制者として据え置き、世界を管理しようとした存在。彼らは世界を大きな「波」として捉え、因果を操作する事が出来、一を聞いて百を知り、百の行動から億の結果を生み出す事ができる。「理会者」そのものは既にこの世界には居らず、彼らの世界「根の国」と主人公達の住む世界「現世」の境界が緩む時代に、理会者の力を濃く受け継いだ「執行者」が生まれ、現世に対してある「審判」を行うかどうかの決断を迫られる事になる。

## スタッフ
Leaf大阪開発室による作品。
- 企画・原案
  - 下川直哉
- シナリオ（カッコ内は担当シナリオ）
  - 永田和久（皐月・ゆかり・リサ・Routes・る～ちゅ・文月）
  - まるいたけし（七海・夕菜・Roots）
- 原画：カワタヒサシ
- 音楽：松岡純也、石川真也、下川直哉、中上和英

### 主題歌
- OP(PC):Routes
  - 作詞:須谷尚子
  - 作曲:M.I.S.N.（みっすん）（松岡純也・石川真也・下川直哉・中上和英のチーム名）
  - 歌:中山愛梨沙
- OP(PS2&PSP):Remote Viewing
  - 作詞:奥井雅美
  - 作曲:衣笠道雄
  - 編曲:鈴木Daichi秀行
  - 歌:奥井雅美
- ED:あなたを想いたい
  - 作詞:須谷尚子
  - 作曲:石川真也
  - 歌:池田春菜
- Beginning:君をのせて
  - 作詞:須谷尚子
  - 作曲:下川直哉
  - 歌:中山愛梨沙

## 追加ミニシナリオ
2004年4月28日に発売されたLeafアミューズメントディスク『アルルゥとあそぼ!!』及びPS2・PSP版にはTrueEND後を描いた2本のミニシナリオ『Routes EXTRA MISSION』が収録されている。PS2・PSP版はRoots編クリア後にプレイ可能。なお、テキストの表示形式がビジュアルノベル形式から画面下部ウインドウ表示へと変わっており、オート再生も可能になるなどシステムの変更がなされている（PS2・PSP版は本編同様ビジュアルノベル形式）。なおこの2作は話が繋がるように設定されている（「福原～」→「魂の絵～」の順で）。
- 「福原庄蔵氏と楽しい仲間達」 シナリオ：まるいたけし
- 「魂の絵にサクラサク」 シナリオ：永田和久

## PS2・PSP版の新要素
PlayStation 2版『Routes PE』とPlayStation Portable版『Routes PORTABLE』で両タイトルのセーブデータを共用し、使い回すことのできる仕様になっている。
具体的には「メモリーカードを搭載したPS2」と「メモリースティック Duoを搭載したPSP」をUSBケーブルで接続し、「PS2版のセーブデータをPSP版で使えるようにする」ことが可能というものである（逆も同様）。
『Routes PE』の初回限定版にはPSP用『Routes PORTABLE』の機能限定版がついてくる。省かれているのはスペシャルモードのCGモードとBGMモードで、本編をプレイするだけなら通常のPS2版と変わりはない。
PS2・PSP版ではPC版にあった18禁シナリオ及びCGが削除され、新規シナリオとCGが追加されている。

## 関連商品

### CD

#### ドラマCD
Routes ORIGINAL DRAMA CD "Greatest Treasure"
発売：ランティス、販売：キングレコード、LACA-5611 、CD2枚組、2007年3月7日発売
内容は上記のミニシナリオ『Routes EXTRA MISSION』の更に後日談となっている。
ドラマCDのみの登場人物
醍醐 六郎（だいご ろくろう）
声：高橋研二
醍醐五郎と瓜二つの姿と声をしているが、女言葉で喋り自らを「醍醐五郎の妹」と自称する。ただし風呂は男湯に入る。兄とは違う意味で宗一に惚れている。ファッションの世界では知らぬ者のないエージェント。

#### サウンドトラック・主題歌CD
ROUTES ORIGINAL SOUNDTRACK
発売：フィックスレコード、販売：キングレコード、KICA-1295～1296、CD2枚組、2003年5月21日発売
PC版のサウンドトラック。ボーナストラックとしてみっすん及びスタッフによる音声あり。
AQUAPLUS VOCAL COLLECTION VOL.3
発売：フィックスレコード、販売：キングレコード、KICA-1423、2006年8月23日発売
『Routes』と『テネレッツァ』『おでかけマルチ』『天使のいない12月』のボーカル曲を集めたアルバム。Routesからは『Routes』（ロングバージョン）、『あなたを想いたい』、『君をのせて』と、作中のBGM『E JUNK』に歌詞をつけたバージョン（歌：美崎しのぶ）を収録している。
Leaf製作のインディーズCD『Leaf VOCAL COLLECTION Vol.3』の一般向け再発版。
Remote Viewing
発売：evolution、販売：ジェネオンエンタテインメント、EVCS-0009、2007年1月26日発売
PS2・PSP版OPテーマ『Remote Viewing』（ロングバージョン）を収録したマキシシングル。C/Wは『背徳のKISS～Love of a fallen angel～』。

### カードゲーム
- シルバーブリッツのカードゲーム、Lyceeに参戦している。

### コミックアンソロジー
PC版発売後に発売。
- スタジオDNA（現・一迅社）
  - Routes コミックアンソロジー
- 宙出版
  - ツインハートコミックス Routes アンソロジーコミックス

## その他
対戦型格闘ゲーム『AQUAPAZZA』にパートナーキャラクターとして湯浅 皐月が出ている。